# Järsö, Föglö
Järsö är en by med ett hemman, ett så kallat enstaka hemman, i Föglö kommun på Åland, numera avfolkad. Den ligger i Föglöfjärden mellan Lumparland och Föglö och saknar reguljär förbindelse med resten av Åland. Järsö ingår sedan 2006 i Ålands södra skärgårdsförsamling och hörde tidigare till Föglö församling. 
Ön befolkades på medeltiden och bestod av ett jordebokshemman. Gårdsbruket var inriktat på skogsbruk och boskapsskötsel samt fiske. Årligen såldes både ved och kreatur till Stockholm. Bonden tjänstgjorde också som lots. Järsö avfolkades på 1980-talet.

## Geografi
Byn omfattar ön Järsö med omgivande vatten inklusive ett antal holmar och skär (se lista nedan). Bebyggelsen ligger på ön, vars areal är 223 hektar och största längd 2,7 kilometer i sydväst-nordöstlig riktning. Ön höjer sig på några ställen drygt 25 meter över havet.
Byn Järsö gränsar i öster mot byarna Nötö och Degerby, i söder mot byn Flisö, i väster mot byarna Svinö, Krokstad och Klemetsby i Lumparlands kommun och i norr mot byn Ängö i Vårdö kommun.

## Historia
Ön Järsö var bebodd redan på medeltiden. I äldre tid hette den Järsida, men namnet förvanskades under seklernas lopp till Järsö.

### Medeltiden
Järsö är den by i Föglö som tidigast finns omnämnd i de historiska källorna, kanske något förvånande med tanke på hur liten och perifer den är. Vid tinget i Lemland den 26 februari 1624 kärade Mats Olofsson i Järsö, som hade tagit upp gården från öde, till bönderna i Krokstad och Svinö byar i Lumparland för att de hade lagt beslag på två holmar, Björkö och Färgonskär i Föglö, som rätteligen hörde till Järsö. Utan dem gick det inte att bebo Järsö, framhöll Mats Olofsson. Henrik Persson i Krokstad kunde visa fram ett dombrev av den 30 maj 1552 utfärdat av Olof Trottesson, där han förnyade ett dombrev  utfärdat redan den 1 augusti 1454. Där framgick att Per Jönsson i Krokstad hade löst till sig holmarna ”för ett biltogsmål och hulpit årligen Järsida till skatten 1/2 spann, och Svinöbor 5 fjärdingar”. Eftersom så lång tid hade gått och de hade fått holmarna på laglig väg, skulle Krokstads- och Svinöborna få behålla dem, ansåg rätten. Tydligen hade Krokstads- och Svinöborna hjälpt folket på Järsö. Exakt vad som hänt får vi aldrig veta. Men någon, kanske husbonden på Järsö, hade dömts fredlös (biltog) för något brott. Möjligen betalade lumparlänningarna hans böter och hjälpte honom även med skatterna. I gengäld fick de holmarna Björkö och Färgonskär väster om Järsö.

### 1500- och 1600-talen
Den första bonden i Järsö som vi känner till hette Olof Nilsson, också kallad Olof Vingalen, som omnämns 1539–63 och som eftertäddes av hustru Valborg, nämnd 1564–66, förmodligen hans änka. De följande innehavarna var Lars Olofsson, nämnd 1567–71, och Mats Persson, nämnd 1581–1601. Sedan blev gården blev ”platt öde” eller ”öde med allo”, som det sägs i 1606 och 1609 års ödelängder, det vill säga den blev helt öde, den var varken bebodd eller brukad. Anledningen var helt säkert det pågående kriget i kombination med Järsös utsatta läge mitt i stora farleden. Mycket krigsfolk rörde sig mellan Sverige och Finland och de tog ofta vad de behövde. Vid samma tid blev också hela Degerby by öde liksom åtskilliga andra gårdar i närheten av farleden.
Det dröjde sedan omkring femton år innan gården åter befolkades. I en skattelängd 1616 nämns den ännu som ”öde och obesutten”, men 1617 hade en Mats Olofsson slagit sig ner där med sin familj. Vid tinget den 24 februari 1624 omtalas att Mats Olofsson tilldömdes gården sedan han brukat den i fyra år (men att döma av skattelängderna hade han brukat den runt sju år). Mats Olofsson innehade gården till omkring 1630, varefter den övertogs av Hans Mattsson, sannolikt son till Mats Olofsson.
Jordeboken 1661 beskriver kortfattat Järsöbondens förutsättningar: ”Här till är brännvedskog och mulbete till nödtorften, sammaledes fjällfiskedräkt, liten humlegård, några notholmar och skötläggning.” Gården hade tillgång till ved i den egna skogen samt tillräckliga betesmarker, vidare fanns möjligheter att fiska fjällfisk (gädda och abborre) samt dra not och lägga skötar (fiska strömming med olika typer av nät). Bonden odlades också en del humle (användes som ölkrydda). Humlen hade knappast någon ekonomisk betydelse, men enligt lag var bönderna skyldiga att odla humle.
Än i dag innehas delar av Järsö av Hans Mattssons efterkommande. Minnet av Olof Vingalen, bonden med det märkliga namnet, levde kvar långt efter att hans släkt lämnat Järsö. Våren 1631 hade hejderidaren Gustav Hansson Winberg i Degerby lagt beslag på Ängholmen som hörde till Järsö och saken behandlades vid tinget den 28 juli 1631. Winberg dömdes till böter eftersom han inga andra skäl haft för ”rånet” än att han av Bengt Perssons dotter i Svinö hade hört att Degerbyborna hade kommit till ”en som heet Hwijngalen i Järsijdha” och velat köpa holmen för 7 mark penningar, men Vingalen hade drivit dem ”sin kos med ett slagsvärd”. 

### 1700-talet
Den första kartan över Järsö upprättades 1761 av lantmätaren Peter Samuel Hiorth i samband med att hemmanet skattlades. En stor del av texten till kartan behandlar de återkommande tvisterna med Krokstads- och Svinöborna rörande deras andelar av Björkö och Färgonskär. Hiorth refererar till gamla domar och nämner också att Johan Mattsson hade försökt få resning hos Kunglig Majestät för att få fortsätta att processa om holmarna trots de redan tidigare lagakraftvunna domarna, men den 5 april 1753 hade han fått avslag på sin ansökan. Lantmätarens slutsats blev att Krokstads- och Svinöborna ägde västra delen och Järsö östra delen av Björkö, men att råskillnaden inte säkert gick att fastställa. Efter att ha redogjort för åkrar, ängar och betesmark samt holmarna som hörde till Järsö, noterade lantmätaren att skogen räckte till brännved, gärdsel och stör, men timmer till hus fanns inte. Däremot kunde årligen mellan fyra och fem famnar ved säljas. Fjällfisk kunde fångas en del, men den räckte knappt till husbehov. Något strömmingsnotvarp fanns inte förutom ett på Färgonskärs västra sida som nyttjades av Krokstads byamän. Lantmätaren ansåg dock att Järsöbonden borde äga någon del i detta varp. En humlegård fanns som gav 7–8 mark humle årligen, likaså ”en gammal väderkvarn”. Slutligen noterade lantmätaren att Järsöbonden brukade sälja en del kreatur i Stockholm, men för att kunna föda upp dem måste han köpa foder från fasta Åland. Dessutom måste spannmål köpas.
Tvisterna mellan Järsöbonden och bönderna i Krokstad och Svinö om Björkö och Färgonskär fortsatte, ända fram till 1912. Då hölls en lantmäteriförrättning ”för att åstadkomma ett slut på de sedan urminnes tider i flera hundra år existerande tvisterna om och å dessa holmar”, som det sägs i protokollet. Lösningen blev att en rålinje drogs över Björkö och en ny fastighet – Gränsskär – bildades av västra delen av Björkö och Färgonskär. Gränsskär kom sedan att ägas av innehavarna av stomlägenheten på Järsö, men de saknade nyttjanderätt till området. Denna ägdes istället av bönderna i Krokstad och Svinö, men redan vid lantmäteriförrättningen hade de lovats att senare få lösa in området, vilket också skedde.
En gång i tiden dömdes någon på Järsö fredlös för ett brott vi inte känner till. Krokstads- och Svinöborna trädde – som det förefaller – till gårdens räddning, men ville inte göra det utan kompansation. Knappast kunde de ana att de samtidigt skapade en tvist mellan byarna som skulle vara i omkring femhundra år.

### De sista Järsöborna
Den sista som brukade hela hemmanet var Karl Johansson (1855–1908), som var en sondotters dottersons sonsons sonson till Hans Mattsson. Efter hans död delades gården mellan hans fem barn i lika många delar. Två av dem, Hogla och John, sålde sina delar ganska omgående, medan dottern Ossiana och hennes make Erik Mattsson (1877–1951) bosatte sig på Järsö och även förvärvade ytterligare en av del så att de ägde 2/5. De bröts omkring 1950 ut till en skild fastighet, kallad Björkheda. Övriga 3/5, som var sålda utom släkten, bröts samtidigt ut till fastigheterna Furuholmen (1/5), som ägdes av familjen Grönlund, och Järsö (2/5), som ägdes av makarna Erik och Lydia Lindholm. Björkheda övertogs av Erik och Ossiana Mattssons son Alf Mattsson (1907–81) och hans hustru Viola född Andersson (1913–91), som bodde kvar på Järsö till 1983.

### Befolkningsutveckling
| Befolkningsutvecklingen i Järsö 1970–2020 | Befolkningsutvecklingen i Järsö 1970–2020 | Befolkningsutvecklingen i Järsö 1970–2020 | Befolkningsutvecklingen i Järsö 1970–2020 | Befolkningsutvecklingen i Järsö 1970–2020 |
| ----------------------------------------- | ----------------------------------------- | ----------------------------------------- | ----------------------------------------- | ----------------------------------------- |
|                                           |                                           |                                           |                                           |                                           |
| År                                        |                                           |                                           | Folkmängd                                 |                                           |
| 1970                                      | 1970                                      |                                           | 5                                         |                                           |
| 1980                                      | 1980                                      |                                           | 4                                         |                                           |
| 1990                                      | 1990                                      |                                           | 0                                         |                                           |
| 2000                                      | 2000                                      |                                           | 0                                         |                                           |
| 2010                                      | 2010                                      |                                           | 0                                         |                                           |
| 2020                                      | 2020                                      |                                           | 0                                         |                                           |
|                                           |                                           |                                           |                                           |                                           |

## Ortnamnet
Järsö skrivs i de äldsta beläggen konsekvent Järsida, och den formen används ännu i början av 1700-talet parallellt med Järsö. Det kan knappast råda någon tvivel om att den ursprungliga efterleden är -sida. Per Henrik Solstrand noterar att Järsö i Föglö har en etymologisk släkting i namnet Järsö i Västrum i Småland, som på 1400-talet skrivs Jaernesyde och Jerside 1500. Ivar Modéer har ansett att namnet innehåller efterleden -ede ’näs’, vilket dock inte passar särskilt bra på Föglönamnet, konstaterar Solstrand. Mer lockande är att söka förklaringen till efterleden i Järsida i en av de betydelser som ordet sida har enligt Svenska Akademiens ordbok, nämligen ’en mot havet vettande del av landområde’ eller ungefär ’strand’ eller ’kust’. Den urgamla farleden från Sverige mot Finland gick in i Föglöfjärden mellan Lemland och Föglö. Sedan kunde sjöfararna fortsätta i rak nordvästlig riktning till de nådde Järsida (Järsö), som ligger mitt i leden och tvingade dem att välja en östlig eller en västlig rutt. Den som till äventyrs fortsatte rakt fram, mot Järsida, mötte holmens bergiga södra strand. Där har i äldre tider ett kummel funnits till hjälp för sjöfarare – det avslöjar namnet Kummelberg – och numera slutar en enslinje där med två stora tavlor. Förleden jär- (ursprungligen järn-) torde vara en omskrivning för ’hård’, ’farlig’ eller liknande. Namnet Järnsida skulle alltså vara ett sjöfararnamn och betyda ungefär ’den farliga stranden’ eller kanske snarare ’den mäktiga bergssidan’. På medeltiden – innan det fanns sjökort, säkra farleder och tillförlitliga lotsar – måste skepparna haft olika knep för att komma ihåg sina rutter. Ett kan ha varit att memorera slagkraftiga och associativa namn på viktiga platser. Järnsida kan ha varit det namn som gjorde att skepparna lätt kunde minnas den branta bergväggen där farleden svänger.
Ordet järnsida förekom för övrigt som binamn redan under vikingatiden, exempelvis kallades den engelska kungen Edmund II (död 1016) för Ironside och Ragnar Lodbroks son Björn, vikingahövding på 800-talet, för Järnsida. Enligt Svenska akademiens ordbok skulle ordet här syfta på en person som bar järnrustning. Kanske kan kännedomen om detta ord ha inspirerat till en liknande namngivning av ’farliga kuster’ bland sjöfarare. Otänkbart är inte heller att de småländska och det åländska namnet kan ha inspirerats av varandra. Vilket som är äldst är dock knappast möjligt att reda ut.

## Hemmanet
Järsö enstaka hemman, ursprungligen ett skattehemman, låg öde en period i början av 1600-talet och äganderätten övergick till kronan på grund av obetalda skatter. Det köptes åter till skatte den 13 december 1667. Hemmanet var taxerat till 68 jordmark eller 1/2 mantal och blev på 1760-talet förmedlat till 11/32 mantal. På 1700- och 1800-talen var Järsö ett lotshemman och egen lotsplats. Från Järsö lotsades till Kastelholm, Saggö, Flisöberg eller Ledsund.

## Holmar och skär
Bland holmarna och skären som hör till byn Järsö märks:

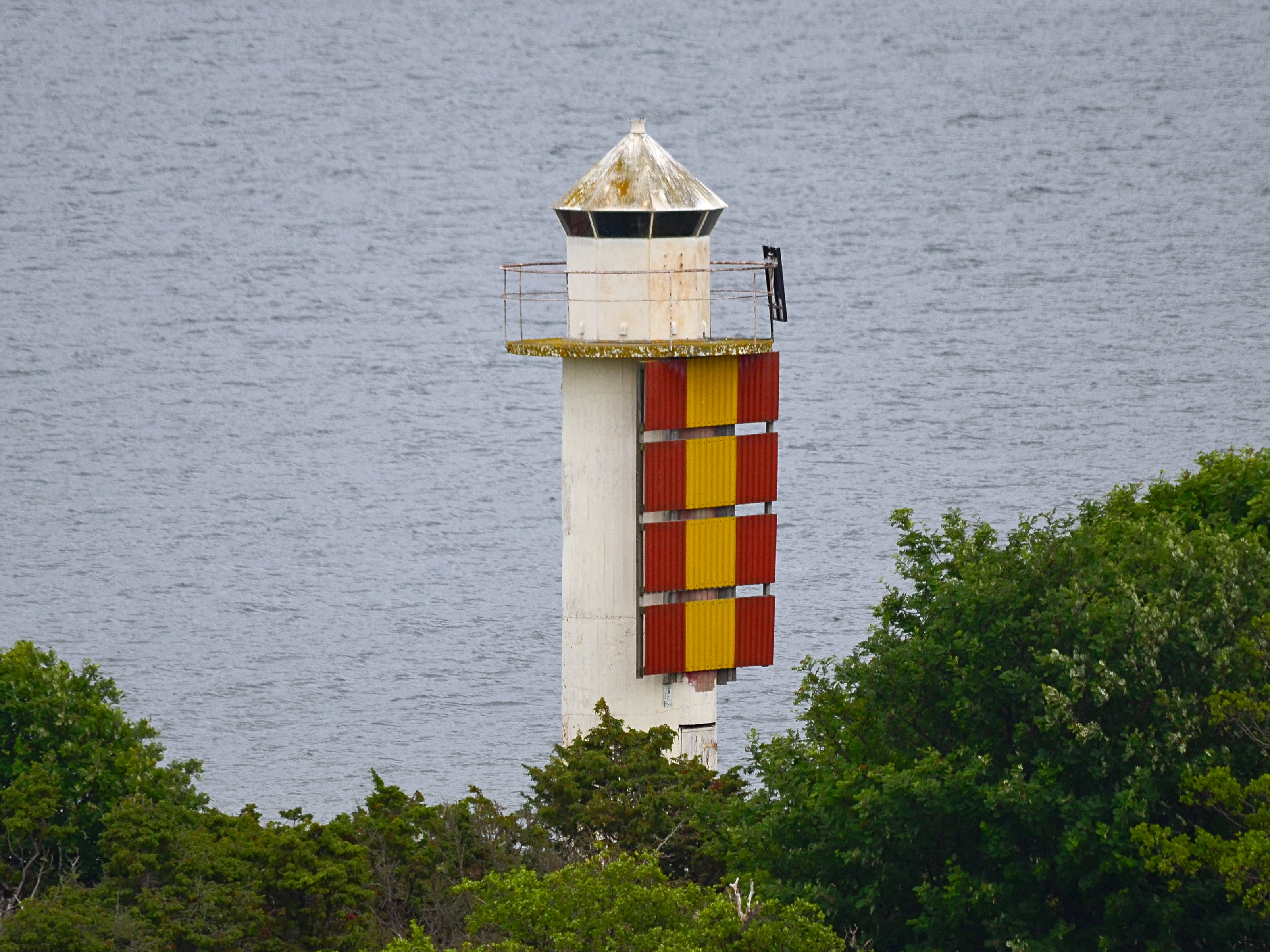
Fyren på skäret Kalkgrund söder om Järsö hemland. Farleder stryker förbi skäret i alla väderstreck.

- Björkö (visa på karta), en större holme väster om hemlandet, som genom landhöjningen växt samman med Färgonskär. I flera sekler tvistade Järsöborna med Svinö- och Krokstadbor om besittningen av de bägge holmarna (se texten ovan). Holmen är bebyggd med flera fritidshus. Kraftledningen från Finland till Åland (45 kV) passerar över Björkö.
- Brunnskär (visa på karta), ligger invid Björkö, 12,9 hektar, största längd 600 meter. Också över Brunnskär passerar kraftledningen från Finland till Åland (45 kV).
- Enskär (visa på karta), 4,7 hektar, största längd 310 meter.
- Färgonskär (visa på karta), numera på grund av landhöjningen sammanväxt med Björkö (se ovan).
- Haren (visa på karta), 2,3 hektar, största längd 270 meter.
- Kalkgrund (visa på karta), 0,4 hektar, största längd 90 meter. På Kalkgrund finns en fyr (se bild).
- Lammholm (visa på karta), har växt samman med Järsö hemland, största längd 270 meter.
- Mattholm (visa på karta), 5,6 hektar, största längd 460 meter.
- Prästskär (visa på karta), 8,4 hektar, största längd 600 meter.
- Skötskär (visa på karta), 8,4 hektar, största längd 600 meter.
- Staholm (visa på karta), belägen strax intill hemlandet, 22,8 hektar, största längd 900 meter.
- Stora Gottholmen (visa på karta), 42,6 hektar, största längd 1,2 kilometer. Större delen av holmen hör till Järsö, resten till Ängö i Vårdö kommun.
- Södra Gottholmen (visa på karta), 8,3 hektar, största längd 410 meter.
- Ängholmen (visa på karta), 38,4 hektar, största längd 1,2 kilometer. På Ängholmen bodde en tid under första halvan av 1900-talet trädgårdsmästaren Erik Mattsson (1877–1951) med hustrun Ossiana (1882–1945) och barn. Hustrun var född och uppvuxen på Järsö. Senare flyttade familjen dit. Numera är Ängholmen obebyggd. Kraftledningen från Finland till Åland (45 kV) passerar över Ängholmen.